# كاكاميغهارا (غيفو)
مدينة كاكاميغهارا (بالإنجليزية: Kakamigahara)‏ هي أحد المدن التابعة لمحافظة غيفو. تأسست رسميًا في 01/04/1963. ويقدر عدد سكانها بـ 145126 نسمة حسب تقدير مكتب الإحصاء الياباني لعام 2012. تبلغ مساحة كاكاميغهارا 87.77 كم2. بكثافة سكانية تبلغ 1653 نسمة/كم2.

## أعلام
- توموهيرو تسودا
- ريو كاوامورا
- كينجي هيراتا